# 清涧站
清涧站是一个侯西线上的铁路车站，位于山西省运城市河津市清涧镇，建于1985年，目前为三等站，邮政编码为043305。目前客运：办理旅客乘降；行李、包裹托运；货运：仅办理专用线、专用铁道整车货物发到。